# Saint-Hilaire-le-Grand
Saint-Hilaire-le-Grand är en kommun i departementet Marne i regionen Grand Est (tidigare regionen Champagne-Ardenne) i nordöstra Frankrike. Kommunen ligger i kantonen Suippes som tillhör arrondissementet Châlons-en-Champagne. År 2022 hade Saint-Hilaire-le-Grand 359 invånare.

## Befolkningsutveckling
Antalet invånare i kommunen Saint-Hilaire-le-Grand
| Referens: INSEE |